# Château de Monteodorisio
Le château de Monteodorisio est un château situé dans la commune de Monteodorisio, province de Chieti, dans les Abruzzes.